# رابرت فان در وین
رابرت فان در وین (انگلیسی: Robert van der Veen; ۲۶ سپتامبر ۱۹۰۶ – ۱۸ مارس ۱۹۹۶) بازیکن هاکی روی چمن اهل پادشاهی هلند بود.